# Andrena mikhaili
Andrena mikhaili är en biart som beskrevs av Osytshnjuk 1982. Andrena mikhaili ingår i släktet sandbin, och familjen grävbin. Inga underarter finns listade i Catalogue of Life.